# Welt (televisiezender)
Welt, voorheen N24, is een Duitse 24-uurs-nieuws-televisiezender van Axel Springer SE. Eerder was de tv-zender eigendom van ProSiebenSat.1. Welt is gratis te ontvangen via satellietpositie Astra 19,2°O. De zender concurreert nationaal met n-tv, van RTL Group. Bekende presentatoren van de zender zijn Carsten Hädler, Thomas Klug, Tatjana Ohm en Felicia Pochhammer.

## Programmering
Welt zendt nieuws en documentaires uit vanuit Berlijn. Een vast onderdeel zijn “Nachrichten” (nieuwsuitzendingen) die dagelijks live tussen 06.00 en 20.05 uur worden uitgezonden. In de avond zijn er documentaires te zien. Bij breaking news worden er extra “Sondersendungen” gemaakt.

## Geschiedenis
De televisiezender startte op 24 januari 2000 onder de paraplu van ProSiebenSat.1 Media. In juni 2010 kocht het zittende management de activiteiten en bracht deze onder in "N24 Media GmbH". Dr. Torsten Rossmann en Stefan Aust hadden elk 26% van de aandelen, Frank Meißner, Maria von Borcke, Thorsten Pollfuß en Karsten Wiest hadden elk 12% van de aandelen.
10 juli 2014 werd de N24-groep verkocht aan Axel Springer SE, die ook de krant Die Welt bezit.

### Welt
Op 8 januari 2018 lanceerde Axel Springer SE een grote re-brandingscampagne om de aandacht te vestigen op de lancering van tv-zender Welt. Sinds 18 januari 2018 is N24 uitgefaseerd en omgedoopt in Welt, zodat het nieuwsmerk aansluit bij de krant.

## Logo's

Voormalig logo van N24 van 2000 - 2003
Voormalig logo van N24 van 2003 - 11 september 2016
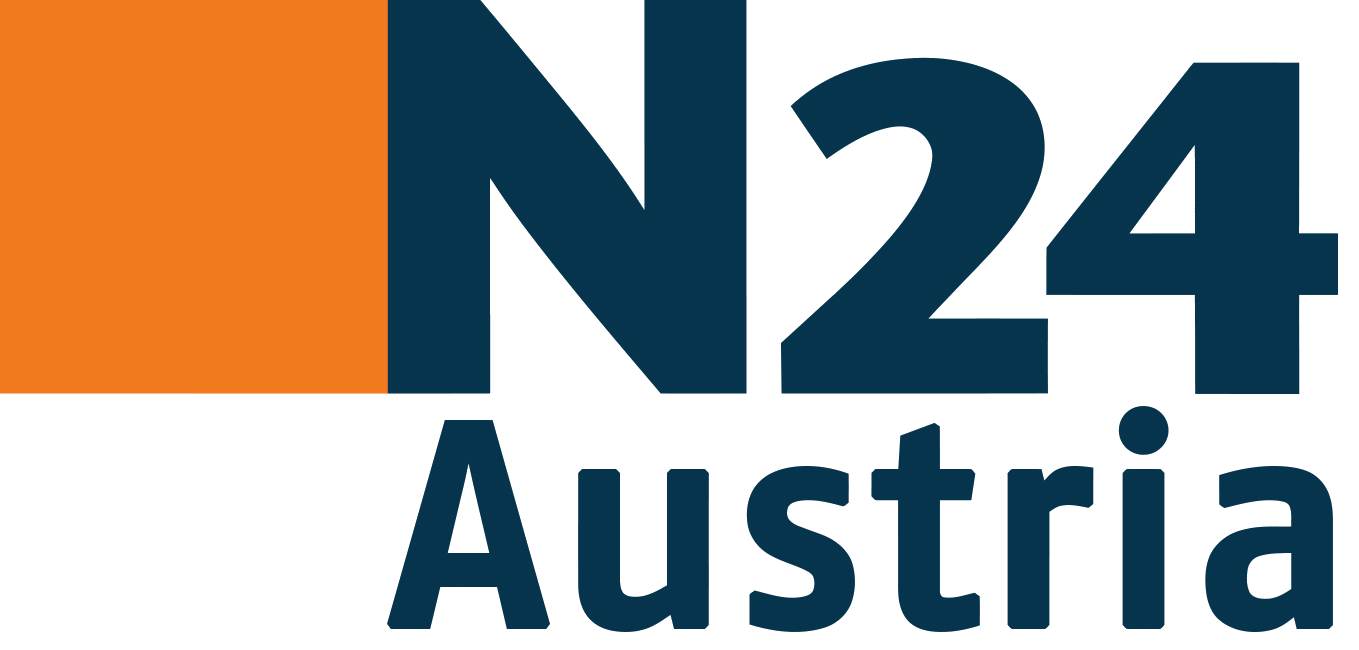
Logo van N24 Austria - 11 september 2016
Logo van N24 HD van 2013 - 11 september 2016
Logo van N24 van 12 september 2016 - 17 januari 2018
Logo van N24 HD van 12 september 2016 - 17 januari 2018
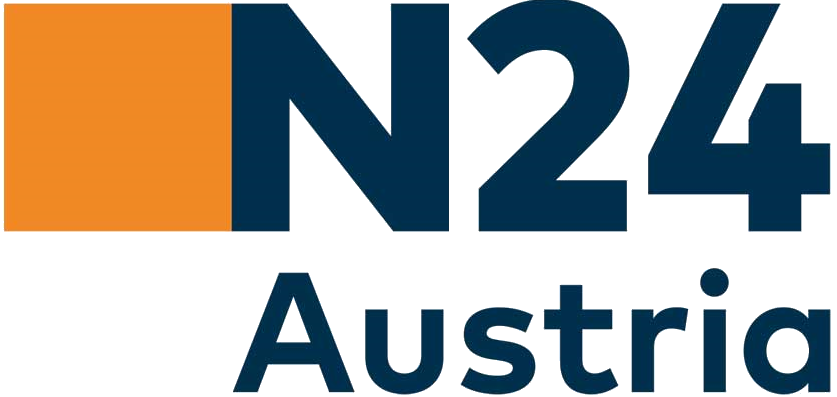
Logo van N24 Austria van 12 september 2016 - 17 januari 2018
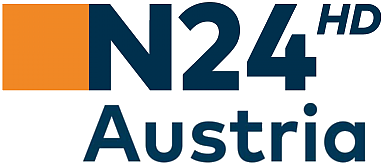
Logo van N24 Austria HD van 12 september 2016 - 17 januari 2018
Logo van Welt sinds 18 januari 2018[1][2]
Logo van Welt HD sinds 18 januari 2018